# Bernardus Johannes Alfrink
Bernardus Johannes Alfrink (ur. 5 lipca 1900 w Nijkerk, zm. 17 grudnia 1987 w Nijmegen) – holenderski duchowny katolicki, kardynał, arcybiskup metropolita Utrechtu, prymas Holandii.

## Życiorys
Urodził się w Nijkerk, gdzie w 1911 przyjął pierwszą komunię świętą. Po ukończeniu szkoły średniej wstąpił do seminarium duchownego w Rijsenburgu, a po jego ukończeniu do Papieskiego Instytutu Biblijnego w Rzymie oraz Szkoły Biblijnej w Jerozolimie. 15 sierpnia 1924 otrzymał święcenia kapłańskie z rąk abpa. Hendrika van de Weteringa. Wykładał następnie w Utrechcie (do 1933), Seminarium Duchownym w Rijsenburgu (1933-1945) i Katolickim Uniwersytecie Nijmegen (1945-1951).
28 maja 1951 mianowany biskupem tytularnym Tiany i koadiutorem arcybiskupa Utrechtu. Przeniesiony 31 października 1955 na stolicę metropolitalną w Utrechcie, gdzie sprawował rządy do 6 grudnia 1975, będąc jednocześnie prymasem Holandii. Jeden z najaktywniejszych uczestników Soboru Watykańskiego II. Kreowany kardynałem 28 marca 1960 przez Jana XXIII i 31 marca 1960 otrzymał tytuł prezbitera San Gioacchino ai Prati di Castello. Uczestnik trzech konklawe, które wybrało Pawła VI, Jana Pawła I oraz Jana Pawła II.
Zmarł w Nieuwegein w wieku 87 lat i został pochowany na tamtejszym cmentarzu Św. Katarzyny.

## Odznaczenia
- Krzyż Wielki Orderu Lwa Niderlandzkiego
- Krzyż Wielki Orderu Oranje-Nassau
- Wielki Oficer Order Korony Dębowej
- Baliw Krzyża Wielkiego Honoru i Dewocji Orderu Maltańskiego
- Krzyż Wielki Orderu Grobu Świętego